# Bežovce
Bežovce (ungarisch Bező) ist eine Gemeinde im äußersten Osten der Slowakei mit 1017 Einwohnern (Stand 31. Dezember 2024), die zum Okres Sobrance, einem Teil des Košický kraj gehört.

## Geographie
Die Gemeinde befindet sich im Osten des Ostslowakischen Tieflandes unweit des Flusses Uh, nahe der ukrainischen Grenze. Das Gemeindegebiet ist weitgehend flach mit einigen Kanälen und toten Armen. Das Ortszentrum liegt auf einer Höhe von 105 m n.m. und ist 16 Kilometer von Veľké Kapušany sowie 18 Kilometer von Sobrance entfernt.
Nachbargemeinden sind Svätuš und Tašuľa im Norden, Jenkovce im Nordosten, Záhor im Osten, Pinkovce im Südosten, Lekárovce im Süden, Vysoká nad Uhom und Senné im Westen und Blatná Polianka im Nordwesten.

## Geschichte
Bežovce wurde zum ersten Mal 1214 als Blezanalaza schriftlich erwähnt, später erwähnte Namen sind Bezeu (1286) und Bezenow (1427). Im 14. Jahrhundert waren Mitglieder der Familie Dobo Gutsherren, vom 17. bis zum 19. Jahrhundert stammten sie aus den Familien Sztáray, Berényi, Barkóczy und Apponyi. 1828 zählte man 162 Häuser und 1561 Einwohner, die in der Landwirtschaft und Viehhaltung beschäftigt waren.
Bis 1918 gehörte der im Komitat Ung liegende Ort zum Königreich Ungarn und kam danach zur neu entstandenen Tschechoslowakei beziehungsweise heute Slowakei. 1939–1944 war er als Folge des Slowakisch-Ungarischen Krieges noch einmal Teil Ungarns.

## Bevölkerung
| Jahr                | 1994 | 2004     | 2014    | 2024    |
| ------------------- | ---- | -------- | ------- | ------- |
| Anzahl der Personen | 1130 | 1007     | 971     | 1017    |
| Unterschied         |      | −10,88 % | −3,57 % | +4,73 % |

| Jahr                | 2023 | 2024    |
| ------------------- | ---- | ------- |
| Anzahl der Personen | 970  | 1017    |
| Unterschied         |      | +4,84 % |

Nach der Volkszählung 2011 wohnten in Bežovce 1023 Einwohner, davon 849 Slowaken, 77 Roma, vier Russinen, drei Ukrainer und jeweils ein Deutscher, Magyare, Mährer und Tscheche. 86 Einwohner machten diesbezüglich keine Angabe. 324 Einwohner bekannten sich zur römisch-katholischen Kirche, 299 Einwohner zur reformierten Kirche, 146 Einwohner zur griechisch-katholischen Kirche, 85 Einwohner zur orthodoxen Kirche, fünf Einwohner zur evangelischen Kirche A. B. und jeweils ein Einwohner zur apostolischen Kirche und zur Bahai-Religion; ein Einwohner war anderer Konfession. 23 Einwohner waren konfessionslos und bei 105 Einwohnern wurde die Konfession nicht ermittelt.

## Bauwerke
In Bežovce gibt es insgesamt vier Kirchen. Diese sind im Einzelnen:
- reformierte Kirche im barock-klassizistischen Stil aus dem Anfang des 19. Jahrhunderts
- griechisch-katholische Kirche im barock-klassizistischen Stil aus dem Anfang des 19. Jahrhunderts
- römisch-katholische Kirche im neoromanischen Stil, zwischen den Jahren 1913 und 1922 erbaut
- orthodoxe Kirche aus dem Jahr 1998